# Cirith Ungol (groupe)
Pour les articles homonymes, voir Cirith Ungol (homonymie).
Cirith Ungol est un groupe américain de heavy metal, originaire de Ventura, en Californie. Ils sont considérés comme un groupe pionnier du Epic doom et du power metal. Il tire son nom de l’œuvre de J. R. R. Tolkien,. Les pochettes des quatre albums du groupe reprennent des illustrations du comics Elric de Melniboné.

## Origine du nom
Le nom de Cirith Ungol provient d’un col situé dans l’univers imaginé par J. R. R. Tolkien.

## Biographie
Lors de leur scolarité, Greg Lindstrom, Robert Garven, Jerry Fogle et Pat Galligan forment le groupe Titanic. Désireux de s'orienter vers une musique plus lourde, Lindstrom, Garven et Fogle sabordent la formation et forment Cirith Ungol en 1972 à Ventura, en Californie. Ils sont rapidement rejoints par un chanteur du nom de Neal Beattie. Ce dernier est remplacé par Tim Baker avant que le groupe sorte ses deux premières démos en 1979, et signe son premier contrat avec Enigma Records. 
En 1982, un morceau du groupe est publié sur le premier volume de la compilation Metal Massacre. Le groupe sort quatre albums avant de se séparer en 1992.
En 2015, des membres du groupe font une apparition au festival Frost and Fire, à Ventura, pour une séance de dédicaces. Quelques mois plus tard, ils annoncent leur reformation pour un concert lors de l'édition 2016 de ce même festival. Le groupe s'apprête à jouer pour la première fois en Europe à l'occasion de l'édition 2017 du festival Keep It True dont il est une des têtes d'affiche.

## Style
Le groupe aborde des thèmes de fantasy, notamment liés au cycle d’Elric de Melniboné, imaginé par Michael Moorcock. Les pochettes de leurs albums représentent le héros brandissant son épée Stormbringer (Frost and Fire), combattant le roi des goules (King of the Dead), avec son camarade Tristelune et Stormbringer (One Foot in Hell) ou sur un champ de bataille (Paradise Lost). Les peintures utilisées sont celles de Michael Whelan, et ont également illustré certaines éditions des romans de Moorcock. Le monde de Tolkien est également source d’inspiration, notamment pour les paroles de la chanson Cirith Ungol (sur King of the Dead), qui relate un passage du Seigneur des anneaux s’y déroulant. L’album One Foot in Hell fait aussi appel à des thèmes de dark fantasy ou à l’univers de Warhammer 40000.

## Membres

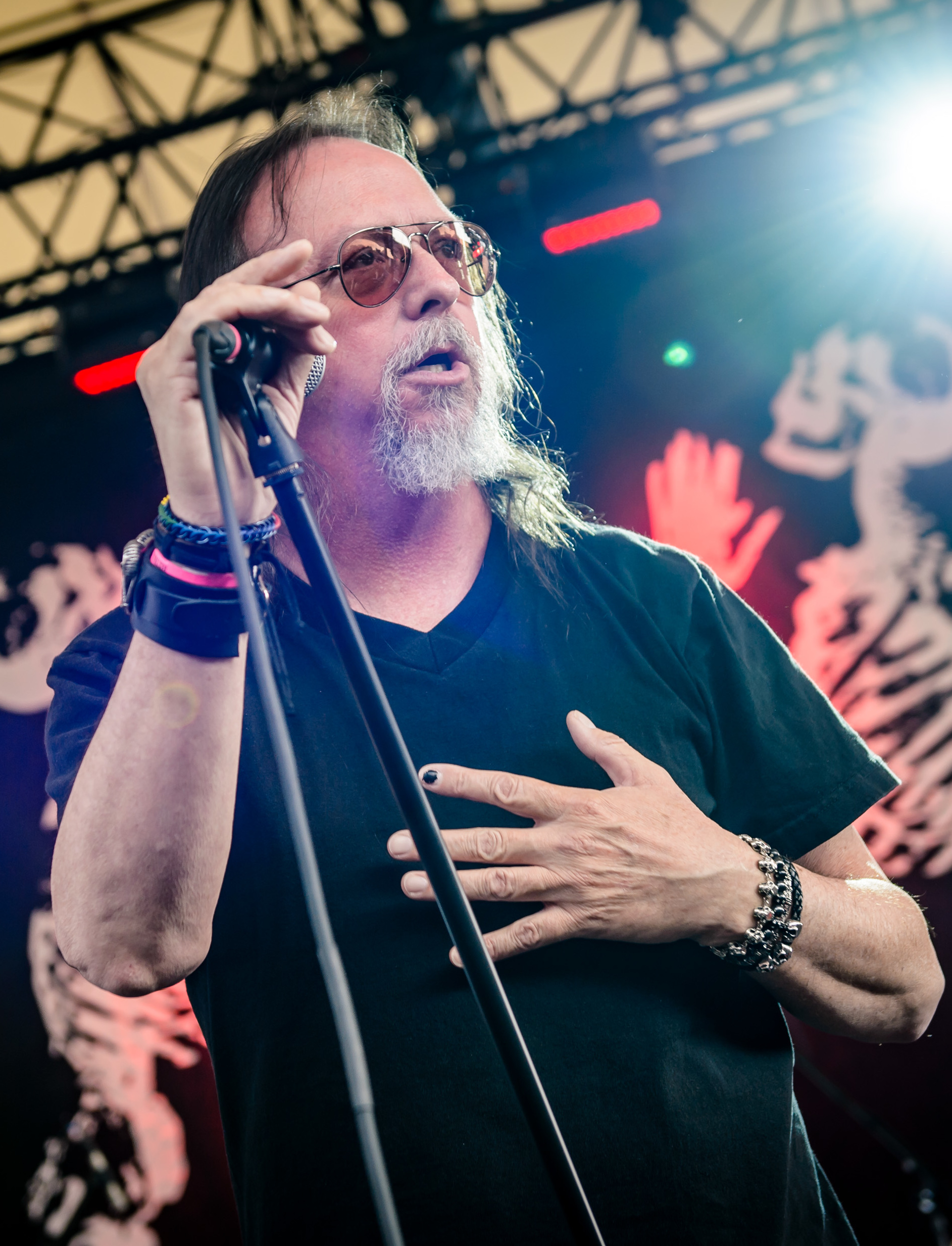
Tim Baker
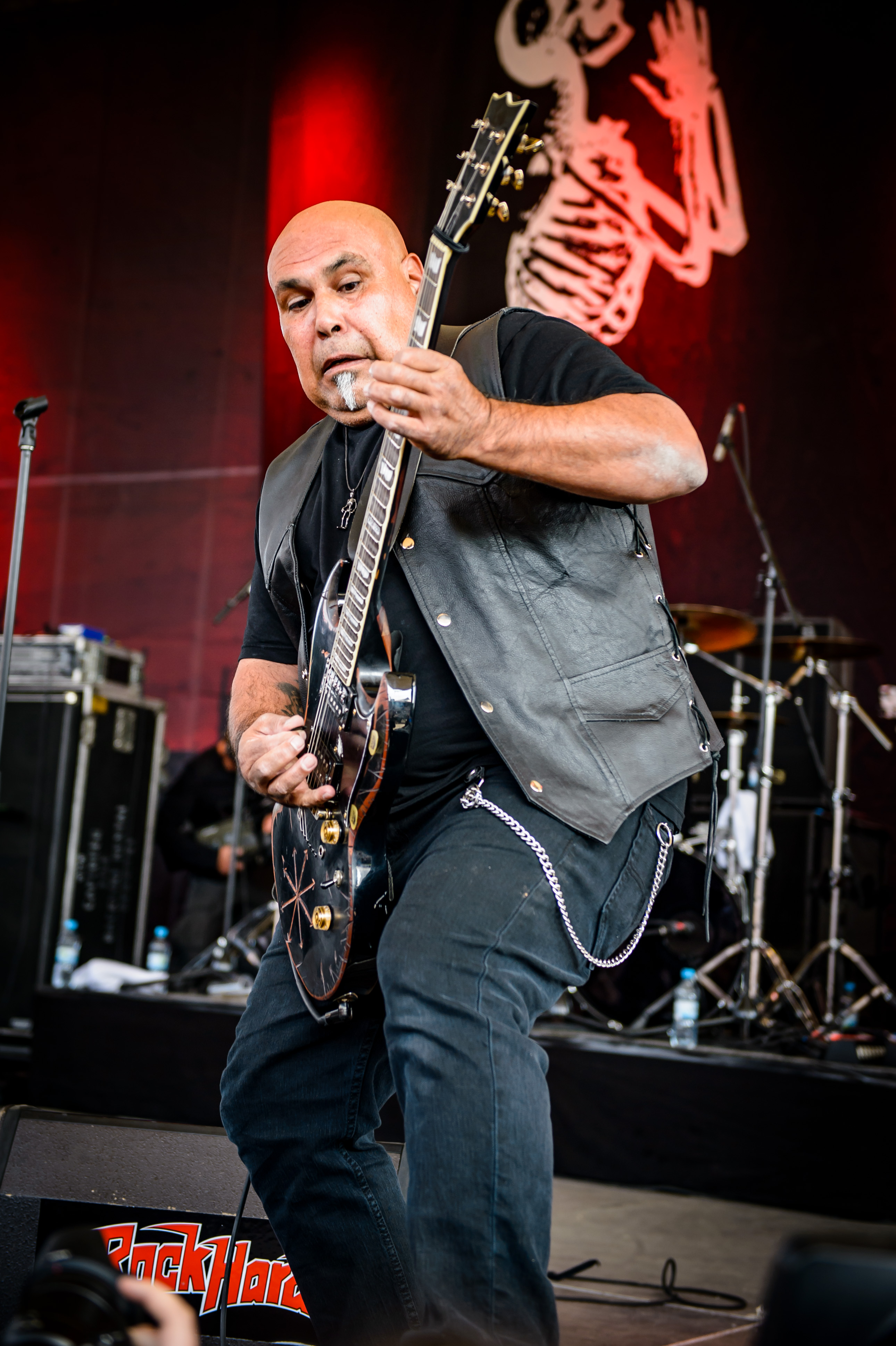
Jim Barraza
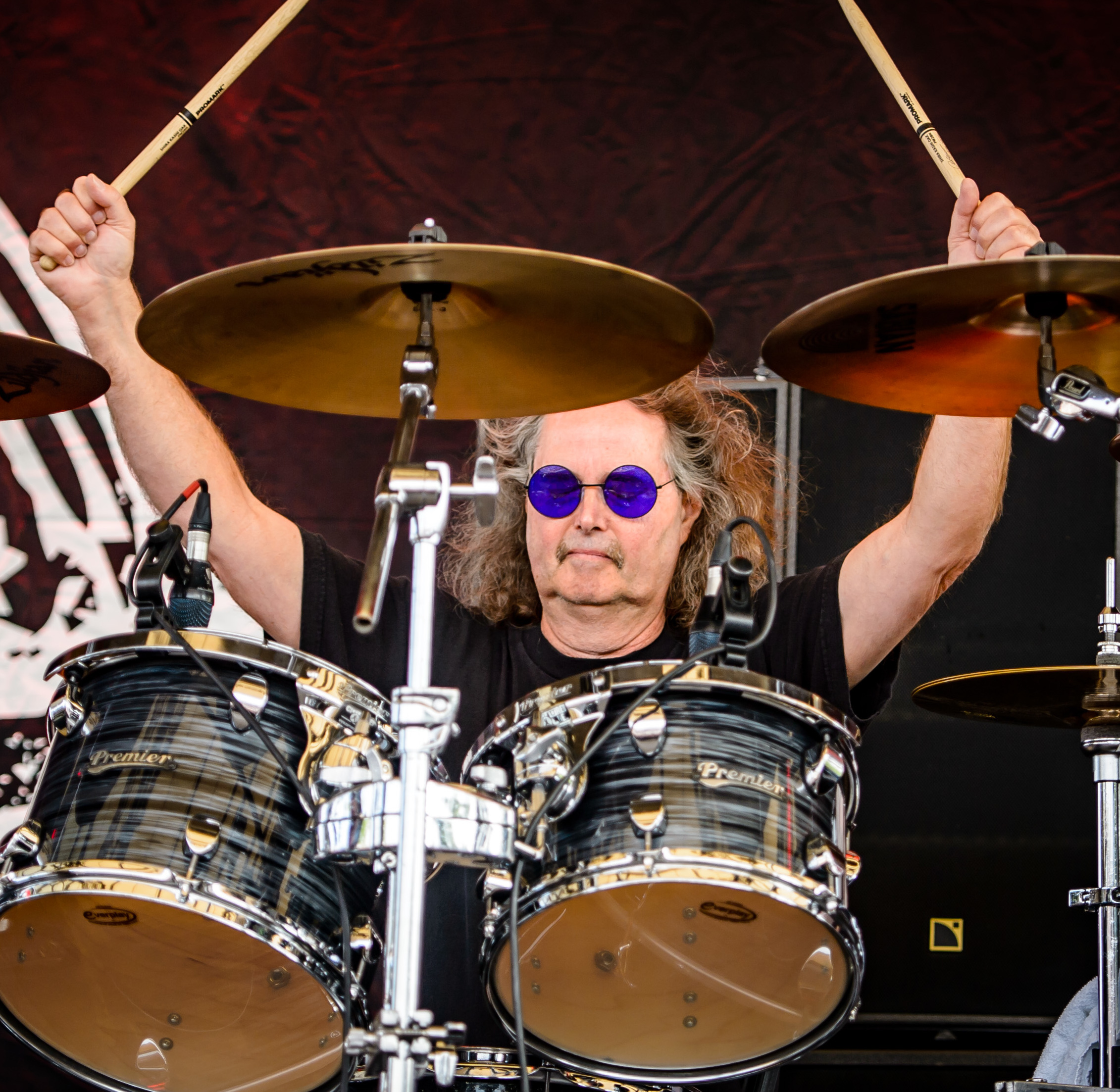
Robert Garven
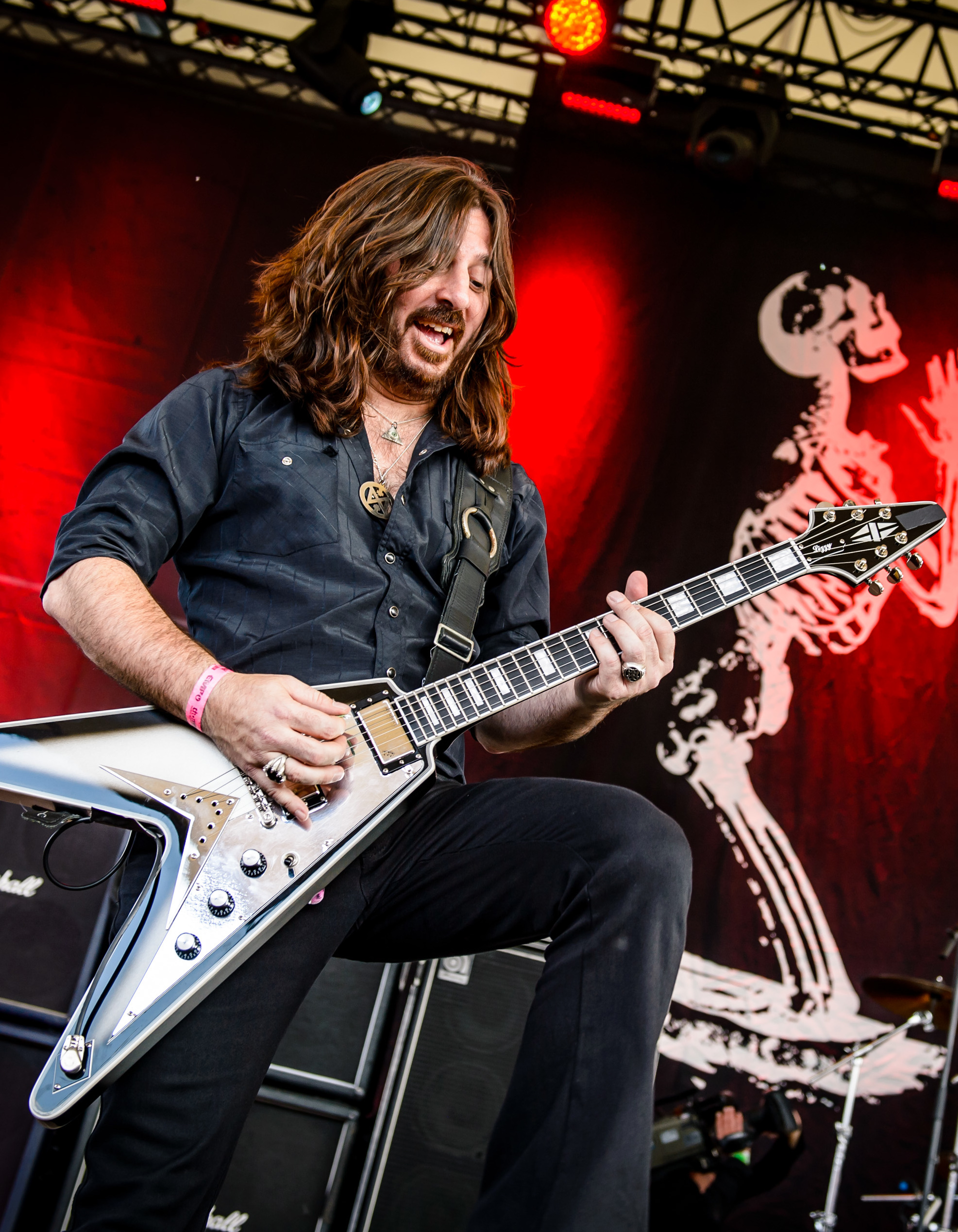
Greg Lindstrom
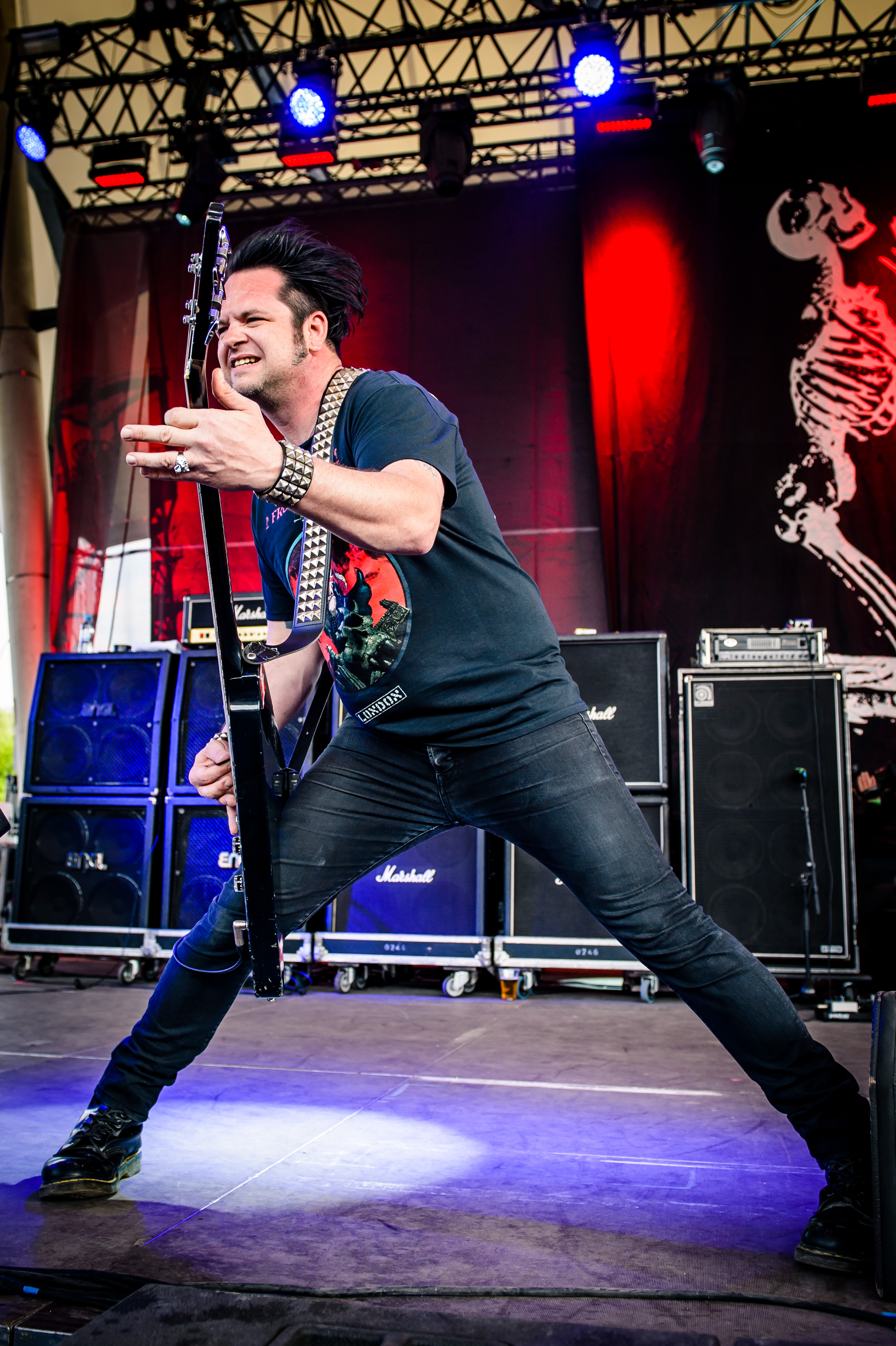
Jarvis Leatherby

### Membres actuels
- Robert Garven - batterie (1972-1992, depuis 2015)
- Greg Lindstrom - guitare, claviers (1972-1982, depuis 2015)
- Tim Baker - chant (1976-1992, depuis 2015)
- Jim Barraza - guitare (1988-1992, depuis 2015)
- Jarvis Leatherby - basse (depuis 2016)

### Anciens membres
- Michael « Flint » Vujejia - basse (1972-1987)
- Jerry Fogle - guitare (1972-1987 ; décédé en 1998)
- Neal Beattie - chant (1972-1975)
- Vernon Green - basse (1988-1992)

## Discographie

### Albums studio
2019 : I'm Alive (Live at Up the Hammers Festival)
2020 : Forever Black
- Compilations